# S-13 (1939)
S-13 (ros. С-13) – radziecki okręt podwodny typu S z okresu II wojny światowej.

## Historia
Stępkę pod 13 okręt typu Staliniec położono 19 października 1938 w stoczni Krasnoje Sormowo w Gorkim. Wodowanie miało miejsce 25 kwietnia 1939, a wejście do służby 31 lipca 1941 roku.
Pierwszym dowódcą okrętu był Paweł Malantienko. We wrześniu 1942 roku "S-13" pod jego dowództwem zatopił dwie fińskie i jedną niemiecką jednostkę o łącznym tonażu 4000 ton. 15 października "S-13" podczas ładowania baterii na powierzchni został zaskoczony przez fińskie ścigacze okrętów podwodnych. W wyniku awaryjnego zanurzenia okręt uderzył w dno i doznał uszkodzeń rufowej części kadłuba, w tym steru. Zrzucone przez ścigacze bomby głębinowe dodatkowo uszkodziły okręt, jednak ostatecznie udało mu się bezpiecznie wrócić do bazy w Kronsztadzie. Po wyremontowaniu dowództwo nad okrętem objął komandor podporucznik Aleksandr Marinesko.
9 listopada 1944 roku "S-13" uszkodził (przy pomocy artylerii) niemiecki statek "Siegfried" o pojemności 536 BRT.
30 stycznia 1945 roku okręt pod dowództwem kom. ppor. Aleksandra Marinesko napotkał i storpedował na północ od Łeby niemiecki statek MS "Wilhelm Gustloff", ewakuujący uchodźców niemieckich z Prus Wschodnich. Wraz ze statkiem utonęło 9343 niemieckich cywilów, marynarzy i żołnierzy, przez co jego zatopienie stało się jedną z największych, a według niektórych największą katastrofą w dziejach żeglugi.
W dalszym ciągu tego samego rejsu, 10 lutego 1945 "S-13" storpedował i zatopił u polskich wybrzeży transportowiec SS "General von Steuben". Z około 4300 osób (żołnierzy, lekarzy, pielęgniarek i cywilów) uratowano jedynie 600 osób.